# Leticia Tish Cyrus
Leticia Jean „Tish“ Cyrus-Purcell (* 13. Mai 1967 in Nashville, Tennessee als Leticia Jean Finley) ist eine US-amerikanische Filmproduzentin. Sie war von 1993 bis 2022 die Ehefrau des Country-Sängers Billy Ray Cyrus und ist die Mutter von Miley Cyrus.

## Leben und Karriere
Sie wurde 1967 in Nashville geboren. Im Alter von 19 Jahren bekam sie ihre erste Tochter, Brandi; 1989 folgte Sohn Trace. Bei den Dreharbeiten zum Musikvideo zum Song Achy Breaky Heart lernte sie Billy Ray Cyrus kennen. 1992 kam die gemeinsame Tochter Miley Cyrus zur Welt. Im Dezember 1993 heiratete sie Cyrus in einer geheimen Hochzeitsfeier; im April 2022 wurde die Ehe geschieden.
Nach Miley bekam sie noch zwei weitere Kinder mit Cyrus, Braison und Noah. Seit 2007 kümmert sie sich um die Finanzen ihrer Tochter Miley und war als Executive Producer bei deren Projekten Mit dir an meiner Seite (2010), LOL, So Undercover (beide 2012), Family Bond und Wake tätig. Ein weiteres mitproduziertes Projekt war die Konzert-DVD Miley Cyrus in London: Live at the O2 zur Wonder World Tour. Seit August 2023 ist sie mit dem Schauspieler Dominic Purcell verheiratet.

## Filmografie
Produzentin
- 2010: Mit Dir an meiner Seite (The Last Song)
- 2010: Miley Cyrus: Live at the O2 (Dokumentation)
- 2012: LOL
- 2012: So Undercover
- 2017: Cyrus vs. Cyrus: Design and Conquer